# 都築有美子
都築 有美子（つづき ゆみこ、1983年5月11日 - ）は、日本の元女子バレーボール選手。

## 来歴
愛知県岡崎市出身。母親がバレーボールをしていたのがきっかけで、小学校4年生からバレーボールを始める。バレーボール部と地域クラブの掛け持ちでバレーボール一色の生活を送る。進学した中学では女子バレーボール部がなくやむなく陸上部へ。走り高跳びの選手として、県大会で2位入賞を果たす。男子バレーボール部顧問の先生に勧められ出場したアクエリアスカップ（現全国都道府県対抗中学バレーボール大会）では、県代表メンバーに選抜される。
高校は県内バレーボールの名門、岡崎学園高校へ進学。3年次には全国高校選抜メンバーに選出され中国遠征を経験する。都築の代名詞であるジャンプサーブはこの頃に監督から指導を受けたものである。
中京大学を経て、2006年、トヨタ車体クインシーズに入団。2007年度から2009年度まで主将を務めた。2008年12月開催の皇后杯全日本選手権では、チーム優勝の原動力となった。トヨタ車体の葛和伸元監督は「都築はトヨタ車体のエンジンだ」と評した。
2012年4月、トヨタ車体クインシーズを退団。同年、愛媛県のクラブチーム、CLUB EHIMEに加入した。
2013年6月27日、NECレッドロケッツに入団。2014年6月、NECを勇退。

## 人物・エピソード
- ニックネームの「レグ」は大学在学中に、当時V1リーグにあった実業団チーム名（NTT西日本レグルス）に因んで名付けられた。[要出典]

## 所属チーム
- 岡崎市立六ツ美南部小学校（六南クラブ）
- （岡崎市立六ツ美中学校）
- 岡崎学園高等学校
- 中京大学
- トヨタ車体クインシーズ（2006-2012年）
- CLUB EHIME（2012-2013年）
- NECレッドロケッツ（2013-2014年）